# Agata Jankowska
Agata Jankowska (ur. 13 kwietnia 1975) – polska pływaczka, mistrzyni, reprezentantka i rekordzistka Polski.

## Kariera sportowa
Była zawodniczką Chrobrego Głogów i od 1992 Olimpii Poznań. Na mistrzostwach Polski na basenie 50-metrowym zdobyła 12 medali: 4 złote (1991 – 50 m stylem grzbietowym (ex eaquo z Magdaleną Modelską), w 1993 – 50 m stylem grzbietowym, 100 m stylem grzbietowym, 200 m stylem grzbietowym), 5 srebrnych (100 m stylem dowolnym – w 1992, 100 m stylem grzbietowym – w 1992, 200 m stylem grzbietowym – w latach 1991 i 1992, 400 m stylem zmiennym – w 1995), 3 brązowe (50 m stylem grzbietowym – w 1992, 100 m stylem grzbietowym – w 1991, 200 m stylem grzbietowym – w 1995).
Jej największymi sukcesami na arenie międzynarodowej było 8. miejsce na dystansie 200 m stylem grzbietowym na mistrzostwach Europy w 1993, z czasem 2:17.66 oraz 6. miejsce na tym samym dystansie na mistrzostwach Europy w 1995, z czasem 2:16.44. W obu startach poprawiała w eliminacjach rekord Polski (2:16.47 – 8.08.1993, 2:15.97 – 27.08.1995).
Od 1996 trenowała i studiowała w USA, na Uniwersytecie w Clemson.